# Vicente González Arnao
Vicente González Arnao (Madrid, 27 d'octubre de 1766 -4 de març de 1845) fou un polític, advocat i intel·lectual espanyol, acadèmic de la Reial Acadèmia de la Llengua.

## Biografia
Pertanyia a una família de comerciants i va estudiar a l'Institut San Isidro de Madrid i en 1789 es llicencià en dret a la Universitat d'Alcalá de Henares. També va estudiar matemàtiques, grec, àrab, botànica, química i mineralogia. En 1792 va obtenir la càtedra de física experimental alhora que exercia d'advocat. En 1797 va rebre l'Orde del Toisó d'Or i entre 1803 i 1804 fou conseller del Banco de San Carlos. De 1804 a 1807 fou síndic personer de l'ajuntament de Madrid i representant a la capital de la Diputació Foral de Biscaia. En 1804 va ingressar a la Reial Acadèmia Espanyola.
Quan els borbons abdicaren en 1808 fou comissionat pel Col·legi d'Advocats de Madrid perquè el representés en la redacció de l'estatut de Baiona. En 1809 Josep Bonaparte el va nomenar secretari general del Consell d'Estat encarregat de redactar el codi civil i en 1813 prefecte de Madrid. Sembla que durant aquests anys va ingressar a la francmaçoneria i en 1811 ingressà a la Real Sociedad Económica Matritense de Amigos del País.
A la caiguda de Josep Bonaparte marxà a l'exili i en 1814 s'instal·là a París, on treballà de jurista. El 1828 va assessorar l'ambaixada espanyola i el 1831 va poder tornar a Espanya, on fou readmès a la Reial Acadèmia Espanyola (n'havia estat expulsat en 1814). En 1833 va formar part de la Junta Suprema de Sanitat i en 1834 fou tresorer de la Reial Acadèmia de la Història. En 1838 va participar en diverses negociacions a París per tal d'acabar amb la primera guerra carlina. Entre gener i setembre de 1840 fou rector de la Universitat Complutense de Madrid.

## Obres
- Discurso sobre las colecciones de Cánones griegos y latinos (Madrid, 1793)
- Defensa legal […] sobre si se han declarar por consumidas y extinguidas las situaciones de renta de juros (Madrid, 1802)
- Elogio […] de Campomanes (Madrid, 1803)
- Elogio […] de Cisneros (1805)
- Ensayo político sobre el Reino de la Nueva España (1822) traducció d'Alexander von Humboldt
- Opinión sobre la constitución política de la Monarquía española, hecha en Cádiz a principios del año 1812. Escribióla un jurisconsulto español en Valencia, en enero de 1813 (Madrid, 1824)
- Diccionario abreviado de la Lengua española (1826)